# 臨済宗円覚寺派

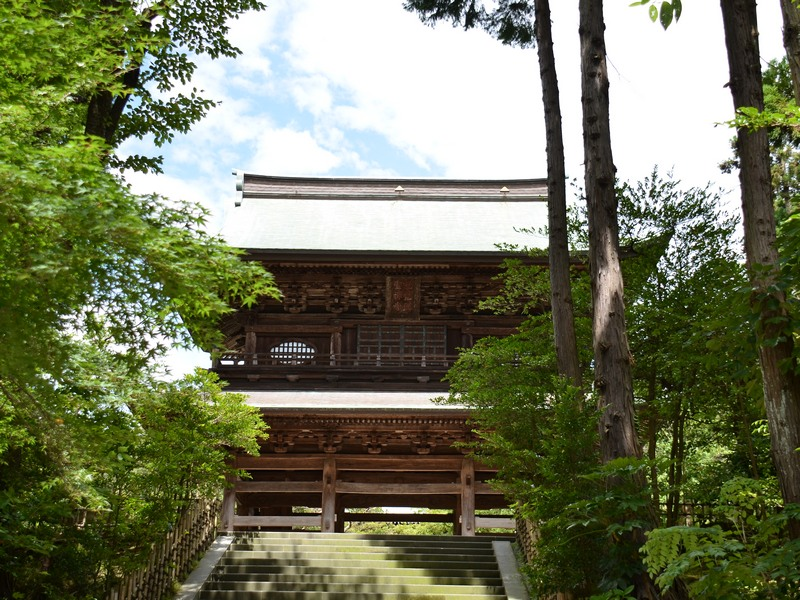
大本山の円覚寺

臨済宗円覚寺派（りんざいしゅうえんかくじじは）は、臨済宗の宗派。大本山は円覚寺。

## 歴史
1282年（弘安5年）、中国から招かれた無学祖元により神奈川県鎌倉市に円覚寺を創建したことに始まる。円覚寺は無学祖元から高峰顕日・夢窓疎石へと受け継がれ、一時期は日本の禅の中心となった。
明治維新以降は今北洪川・釈宗演・朝比奈宗源などの禅師を輩出。禅を西洋に紹介した鈴木大拙は今北と釈宗演の両師の元に在家の居士として参禅した。また夏目漱石も釈宗演に参じて、その経験は「門」に描かれている。

## 主な寺院
- 円覚寺
- 海藏院
- 慧然寺
- 関興寺
- 玉簾寺
- 月桂寺
- 正宗寺
- 小川寺
- 浄智寺
- 東慶寺
- 東勝寺